# RK Pobednik Belgrade
Rugby Klub Pobednik Belgrad – serbski klub rugby. 9 mistrz (2 razy Jugosławii i 7 razy Serbii).

## Historia

### Sezon 1997/1998
Klub został założony 8 grudnia 1996, lecz mógł zadebiutować w lidze jugosłowiańskiego dopiero w sezonie 1997/1998. Pobednik swoje pierwsze spotkanie o punkty rozegrał 20 września 1997 z Kbrk na wyjeździe. Mecz ten zakończył się zwycięstwem Pobednika 26:20. 5 października Pobednik przegrał również na wyjeździe z Partizanem Belgrad 55:12. 26 października oraz 22 listopada Pobednik wygrał z Žarkovem dwa mecze w 1/4 finału Pucharu Jugosławii. 29 listopada Pobednik zremisował 5:5 z Kbrk w 1/2 finału PJ, rewanż zaplanowany na 6 grudnia nie odbył się i do finału awansował Kbrk. 13 grudnia zespół po raz pierwszy był gospodarzem ligowego spotkania. Gospodarze pokonali Žarkovo 22:10.
W rundzie wiosennej pierwszy mecz 14 marca 1998 Pobiednik przegrał z Kbrk 10:12. Zaplanowany na 21 marca mecz z Žarkovem się nie odbył i drużyna ta została ukarana walkowerem. 28 marca w derbach Belgradu Pobednik pokonał Partizana 17:10.
W fazie play-off spotkały się Pobednik z Partizanem. Pierwszy mecz, 2 maja, wygrał Partizan 25:7. W drugim, 9 maja, wygrał Pobednik 34:13. Natomiast w trzecim, decydującym o mistrzostwie górą był Partizan, który pokonał Pobednik 20:13. W każdym rozegranym meczu Pobednika z wyjątkiem spotkania 1/2 finału Pucharu Jugosławii punkty zdobywał Jelić.

### Sezon 1998/1999
Sezon 1998/1999 Pobednik rozpoczął 26 czerwca 1998 od pogromu Žarkova u siebie 90:0. W drugim meczu, rozgrywanym 19 września, pokonali na wyjeździe Kbrk 12:8. 17 października pokonali również na wyjeździe Dorćol, debiutanta w tych rozgrywkach, 39:3. 24 października pokonali drugiego z debiutantów, zespół Buldog i to aż 166:0. 31 października Pobednik podejmował obrońcę tytułu zespół Partizan. Mecz zakończył się pierwszą porażką w sezonie 5:37. Pierwsza kolejka rundy rewanżowej została rozegrana jesieniom. Pobednik 7 listopada pokonał u siebie Kbrk 11:9. W ćwierćfinale Pucharu Jugosławii Pobednik pokonał Dorćol 12:76. W półfinale spotkali się z Partizanem, z którym przegrali drugi mecz w sezonie 5:23.
Wiosnę rugbyści Pobednika rozpoczęli 20 lutego 1999 od wyjazdowego zwycięstwa z Žarkovem 0:88. 27 lutego pokonali zespół Dorćol 22:3. 6 marca pokonali na wyjeździe 80:7 Buldoga. W ostatnim meczu sezonu po raz trzeci przegrali z Partizanem i ponownie zostali wicemistrzem Jugosławii.

### Sezon 1999/2000
W sezonie 1999/2000 w lidze jugosłowiańskiej zagrały tylko cztery zespoły z tego względu rozegrano cztery rundy. Pobednik rozpoczął sezon 18 września 1999 od zwycięstwa Dorćol 36:6. W drugim meczu, rozgrywanym 25 września, pokonał Kbrk 37:14. W trzeciej kolejce Pobednik pokonał Partizana 21:11 i z kompletem zwycięstw był liderem po pierwszej rundzie. 9 października po raz drugi pokonali Dorćol tym razem 64:7. 16 października Pobednik wygrał z Kbrk 39:7, natomiast 23 października przegrał z Partizanem 3:11.
W rundach rewanżowych Pobednik wygrał kolejno 30 października z Dorćolem 29:10, 6 listopada z Kbrk 7:12, 13 listopada z Partizanem 24:18, 20 listopada z Dorćolem 60:0 oraz 19 lutego z Kbrk 14:8. W pierwszej rundzie pucharu rugbyści Pobednika trafili na Partizana, z którym przegrali 5:12. W ostatnim meczu fazy zasadniczej ligi Pobednik ponownie przegrał z Partizanem 3:31.
W finale zagrały podobnie jak dwa lata wcześniej zespoły Partizana i Pobednika. Tym razem dwa mecze zwyciężyli rugbyści Pobednika 13:9 i 13:8 i zdobyli pierwsze Mistrzostwo Jugosławii w historii.

### Sezon 2000/2001
Sezon 2000/2001 był rozgrywany w tym samym składzie oraz na tych samych zasadach. Pobednik rozpoczął go 16 września 2000 od zwycięstwa 25:15 z Dorćolem. W drugiej kolejce, 23 września przegrał jednak z Kbrk 5:9. W pozostałych meczach ligowych rozgrywanych w 2000 wygrywał kolejno: 30 września z Partizanem 48:5, 21 października z Dorćolem 32:19, 11 listopada z Kbrk 53:5, 18 listopada z Partizanem 37:7, 25 listopada z Dorćolem 36:8 oraz 2 grudnia z Partizanem 26:10.
Ostatnia runda została rozegrana na wiosnę. Rugbyści Pobednika wygrali jeden mecz 24 lutego 2001 pokonali Dorćol 27:0, pozostałe dwa przegrali: 3 marca z Kbrk 7:16, 17 marca z Partizanem 15:20. Po rozegraniu części zasadniczej sezonu ligowego został rozegrany Puchar Jugosławii. W pierwszej rundzie Pobednik wygrał z Dinamem 37:0. W półfinale przegrali z Dorćolem 13:14.
W finale ligi Pobednik wygrał dwa mecze z Kbrk (7 kwietnia 16:10 oraz 14 kwietnia 24:15) i po raz drugi w historii zostali Mistrzem Jugosławii w rugby union.

## Sukcesy
RK Pobednik 9 razy zdobył tytuł mistrza i 3 razy krajowy puchar:
- Mistrzostwo Jugosławii (2): 1999/2000, 2000/2001.
- Mistrzostwo Serbii (7): 2006/2007, 2007/2008, 2008/2009, 2009/2010, 2010/2011, 2011/2012, 2012/2013.
- Puchar Serbii (3): 2005/2006, 2008/2009, 2011/2012.